# 커맨드 앤 컨커
《커맨드 앤 컨커》(Command & Conquer, 약칭 C&C)는 1995년에 웨스트우드 스튜디오(1985 - 2003)에서 개발하고 일렉트로닉 아츠가 출시한 실시간 전략 게임이다. 2003년에 일렉트로닉 아츠는 웨스트우드 스튜디오를 EA 로스앤젤레스에 합병시켰지만 현재에도 커맨드 앤 컨커 시리즈는 계속 제작 중이다. 웨스트우드 스튜디오의 개발진의 일부는 일렉트로닉 아츠에 남았지만, 대부분 페트로글리프라는 게임회사를 설립하기 위해 자리를 옮겼다. 커맨드 앤 컨커는 원래 하나의 시리즈를 일컫는 말이었으나 일렉트로닉 아츠는 이를 새로운 시리즈의 추가와 기존의 게임에서 파생된 몇몇 게임들까지 그 의미를 연계해 확대시켰다. 커맨드 앤 컨커 시리즈는 공식적으로 3,500만 카피를 판매한 실시간 전략 게임의 베스트셀러이다.

## 타이베리안 시리즈
타이베리안 시리즈는 우주에서 타이베리움(Tiberium)이라는 미지의 광물이 지구에 떨어진 SF 세계관을 기반으로 한다. 기본적으로 적대적인 두 파벌인 국제 연합 소속의 지구 방위 기구(Global Defence Initiative, GDI)와 테러리스트 그룹 노드 형제단(The Brotherhood of Nod)의 대결을 배경으로 한 게임이다.
커맨드 앤 컨커의 원작 (타이베리안 돈 참조)에서 타이베리움 사가에 대한 이야기가 시작된다.

### 타이베리안 시리즈
- 커맨드 앤 컨커 (1995)
  - 코버트 오퍼레이션 (확장팩) (1996)
  - 솔 서바이버 (확장팩) (1997)
- 커맨드 앤 컨커: 타이베리안 선 (1999)
  - 파이어스톰 (확장팩) (2000)
- 커맨드 앤 컨커: 레니게이드 (2002)
- 커맨드 앤 컨커 3: 타이베리움 워 (2007)
  - 케인의 분노 (확장팩) (2008)
- 커맨드 앤 컨커 4 (2010)

## 레드 얼럿 시리즈
레드 얼럿 시리즈는 '알베르트 아인슈타인이 제2차 세계 대전을 막기 위해, 아돌프 히틀러를 제거했다'는 대체 역사를 기반으로 한다.
기본적으로 적대적인 두 파벌인 연합군(Allied Forces)과 소련군(Soviet Powers)의 대결을 배경으로 한 게임이다.
본래 레드 얼럿은 전작인 커맨드 앤 컨커: 타이베리안 돈의 서장격에 해당하는 작품으로 발매되었다. 그러나 레드 얼럿 2에 이르러 그 연결성이 희미해졌으며, 심지어 레드 얼럿 3의 개발진은 '우리는 두 세계(타이베리안 시리즈와 레드얼럿 시리즈)를 이을 생각이 없다'고 언급했다. 결국 현재 EA에 의해 제작되고 있는 레드얼럿 시리즈는 타이베리안 시리즈와의 스토리적 연계성을 잃은 것이였다.

### 레드 얼럿 시리즈
- 커맨드 앤 컨커: 레드 얼럿 (1996)
  - 반격 (확장팩) (1997)
  - 애프터매스 (확장팩) (1997)
  - 리탈리에이션 (1998) ; 레드 얼럿의 플레이스테이션 버전.
- 커맨드 앤 컨커: 레드 얼럿 2 (2000)
  - 유리의 복수 (확장팩) (2001)
- 커맨드 앤 컨커: 레드 얼럿 3 (2008)
  - 업라이징(확장팩) (2009)

## 제너럴 시리즈
제너럴 시리즈는 외전격에 해당하는 작품으로 현대전을 모티브로 삼고 있다. 미국, 중국, 지구해방군이라는 세 개의 진영으로 플레이하며 각 진영마다 고유의 특징을 갖고 있다(미국은 첨단 기술을, 중국은 인해 전술을, 지구해방군은 일격이탈 전술을 주력으로 쓰고 있다.). 사이드바 인터페이스를 채용한 다른 커맨드 앤 컨커 시리즈와는 달리, 언더바 인터페이스를 채용하였으며 확장팩 제로 아워를 거쳐서 새로운 요소들을 이어나갔지만(각 진영마다 새로운 유닛과 건물 말고도 고유의 특징을 가진 장군들이 추가됨.) 다른 시리즈와의 연관성을 전혀 찾아 볼 수가 없어 많은 비난을 받았다.

### 종류
- 커맨드 앤 컨커: 제너럴 (2003)
  - 커맨드 앤 컨커: 제너럴 제로아워 (확장팩) (2003)
    - 커맨드 앤 컨커: 제너럴 2 (2019)

## 같이 보기
- 듄II
- 어스 앤 비욘드
- 블레이드 러너
- 녹스
- 스타크래프트
- 워크래프트